# 幾內亞憲法
截至2021年，几内亚共通過了五部宪法。第一部憲法於1958 年11月10日獲得議會通過。不過在艾哈迈德·塞古·杜尔統治期間，該憲法並不起作用，而且內文被隨時更改。1982年，几内亚第二部宪法頒布。1990年，第三部憲法獲得全民公投通過。2010年4月19日，第四部憲法经全民公决批准，并于5月7日正式通过。2020年3月22日，第五部憲法宪法公民投票通过後，於2021年4月7日正式颁布。2021年几内亚政变發生后，幾內亞军方宣布暂停宪法。